# آنخلو ساگال

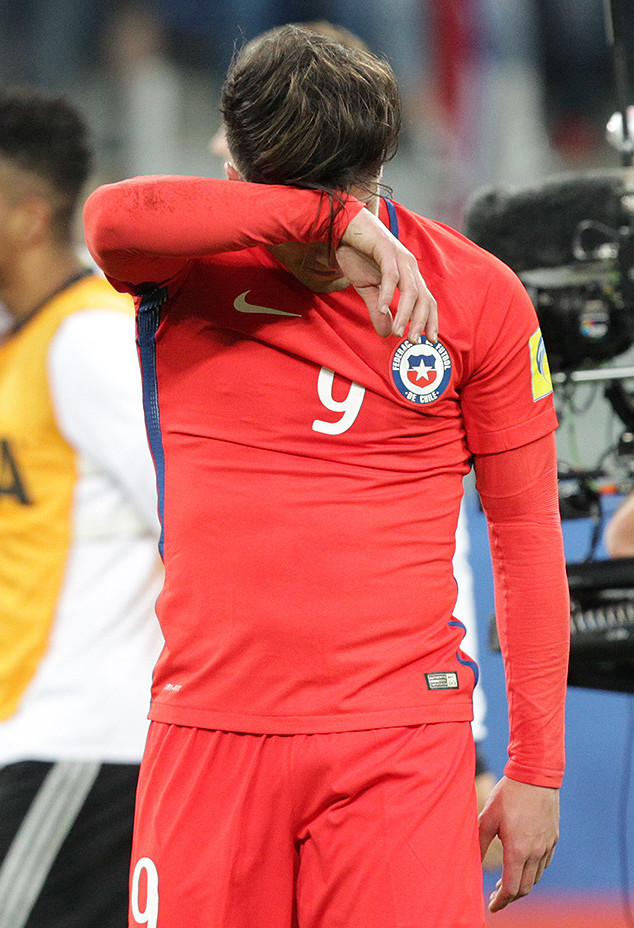
آنخلو نیکولاس ساگال تاپیا در سال ۲۰۱۷

آنخلو نیکولاس ساگال تاپیا (اسپانیایی: Ángelo Nicolás Sagal Tapia‎؛ زادهٔ ۱۸ آوریل ۱۹۹۳) بازیکن فوتبال اهل شیلی است.

## باشگاهی
از باشگاه‌هایی که در آن بازی کرده‌است می‌توان به باشگاه فوتبال پاچوکا اشاره کرد.

## تیم ملی
وی همچنین در تیم ملی فوتبال شیلی بازی کرده است.